# Karl Friedrich Mohr

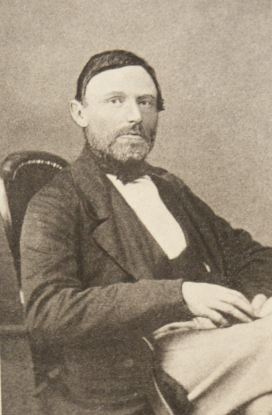
Karl Friedrich Mohr.

Karl Friedrich Mohr, född den 6 november 1806, död den 28 september 1879, var en tysk kemist och farmaceut.
Mohr var apotekare i Koblenz och senare, från 1859, universitetslärare i Bonn. Han gjorde sig förtjänt genom utarbetandet och fullkomnandet av de volumetriska analysmetoderna. Han efterlämnade farmakopéer och en mängd kemiska, geologiska och fysikaliska, till en del mycket originella, avhandlingar.
Ämnet ammoniumjärnsulfat, som är ett dubbelsalt av järn(II)sulfat och ammoniumsulfat med den kemiska formeln (NH4)2Fe(SO4)2, kallas ofta Mohrs salt efter Mohr. Inom analytisk kemi används ofta just detta ämne då man av någon anledning önskar närvaro av Fe2+-joner.